# Laëtitia Le Corguillé
Laëtitia Le Corguillé (ur. 29 lipca 1986 w Saint-Brieuc) – francuska kolarka BMX, srebrna medalistka olimpijska, dwukrotna medalistka mistrzostw świata i trzykrotna mistrzyni Europy.

## Kariera
Pierwszy sukces w karierze Laëtitia Le Corguillé osiągnęła w 2004 roku, kiedy zdobyła srebrny medal mistrzostw świata w kategorii juniorek. Na rozgrywanych rok później mistrzostwach świata w Paryżu zdobyła brązowy medal w kategorii zawodowców. W zawodach tych wyprzedziły ją tylko Holenderka Willy Kanis oraz Australijka Renee Junga. Jej największym osiągnięciem jest jednak złoty medal w konkurencji cruiser zdobyty na mistrzostwach świata w São Paulo w 2006 roku. W 2008 roku wzięła udział w igrzyskach olimpijskich w Pekinie, gdzie zajęła drugie miejsce, ulegając jedynie swej rodaczce Anne-Caroline Chausson. Wystąpiła również na rozegranych cztery lata później igrzyskach w Londynie, gdzie była czwarta, przegrywając walkę o podium z Laurą Smulders z Holandii.